# シリコンヒルズ

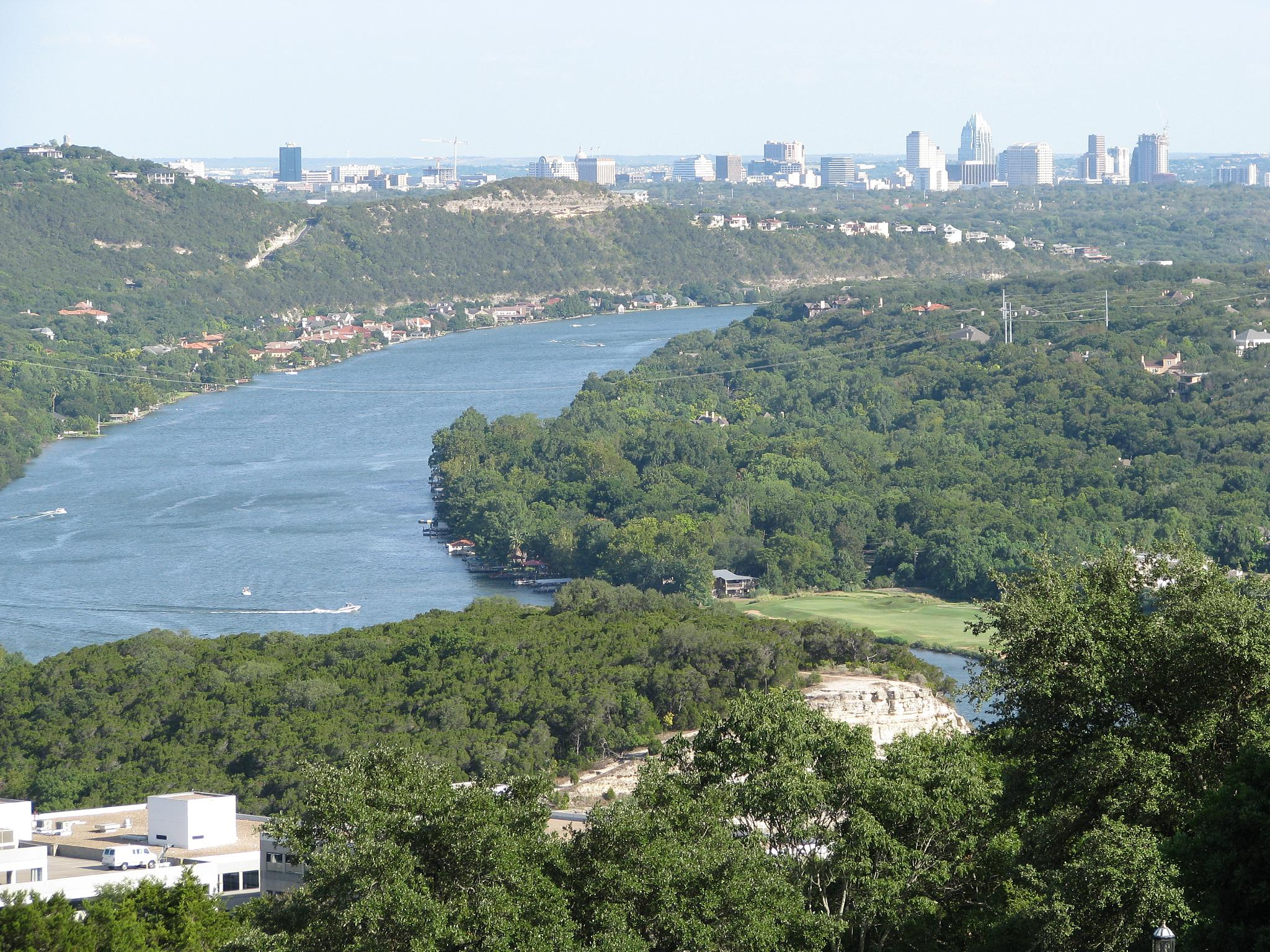
シリコンヒルズにある、コロラド川を堰き止めたオースティン湖（Lake Austin、）からダウンタウン・オースチンを望む

シリコンヒルズ（Silicon Hills）とはアメリカ合衆国テキサス州の省都オースティンの西郊外に広がるハイテク企業が集中している地域を指す。

## 名称
シリコンヒルズという名称はこの地域がオースティンの西で「テキサス・ヒル・カントリー」と呼ばれる丘陵地帯に変わり、そこに企業向けアプリケーションソフト、半導体、研究開発、生物工学、コンピュータゲーム、多くのベンチャー企業があるので、カリフォルニア州の「シリコンバレー」に似た名称で呼ばれているものである。

## ハイテク企業
IT企業には英文名のABC順に、アドバンスト・マイクロ・デバイセズ、Amazon.com、Apple、ARMホールディングス、シスコシステムズ、eBay、Facebook、Google、IBM（Research Labを含む。過去にIBM Selectric typewriter、DisplayWriterなどを開発・製造）、Indeed（本社、2012年にリクルートが買収）、インテル、Procore、Silicon Labs（本社）、テキサス・インスツルメンツ、オラクル、VMWareなどがある。
デルの本社はオースティン北郊外のラウンドロックにある。

## 教育
テキサス大学

など

## 交通
- オースティン・バーグストロム国際空港
- 道路
  - テキサス州都道路（Capital of Texas Highway）
  - テキサス州道1号線（Texas State Highway 1）
  - 州間高速道路35号（Interstate 35）